# Павона
Павона је насеље у Италији у округу Рим, региону Лацио.
Према процени из 2011. у насељу је живело 4766 становника. Насеље се налази на надморској висини од 199 м.